# ارنست تامپسون
ارنست تامپسون (انگلیسی: Ernest Thompson؛ زادهٔ ۶ نوامبر ۱۹۴۹) یک هنرپیشه، و فیلم‌نامه‌نویس اهل ایالات متحده آمریکا است.